# Microregione di Serrana do Sertão Alagoano
Serrana do Sertão Alagoano è una microregione dello Stato dell'Alagoas in Brasile, appartenente alla mesoregione di Sertão Alagoano.

## Comuni
Comprende 5 comuni:
- Pariconha
- Água Branca
- Mata Grande
- Canapi
- Inhapi